# Eldfellita
L'eldfellita és un mineral de la classe dels sulfats que pertany al grup de la yavapaiïta. Rep el seu nom del volcà Eldfell, a Islàndia.

## Característiques
L'eldfellita és un sulfat de fórmula química NaFe³⁺(SO₄)₂. És el primer sulfat anhidre de sodi i ferro lliure d'hidrogen. És l'anàleg de sodi de la yavapaiïta. És una espècie relacionada amb la markhininita, tot i que no són isoestructurals. És sensible a l'aigua i relativament inestable en condicions ambientals. Va ser aprovada com a espècie vàlida per l'Associació Mineralògica Internacional l'any 2008. Cristal·litza en el sistema monoclínic. Els cristalls són fràgils. Es troben en agregats tous (juntament amb l'òpal i la tamarugita) de cristalls en forma de plaques primes ({001}), de fins a 0,02 mil·límetres; pot formar rosetes.
Segons la classificació de Nickel-Strunz, l'eldfellita pertany a «07.AC - Sulfats (selenats, etc.) sense anions addicionals, sense H₂O, amb cations de mida mitjana i grans» juntament amb els següents minerals: vanthoffita, piracmonita, efremovita, langbeinita, manganolangbeinita, yavapaiïta, godovikovita, sabieïta, thenardita, metathenardita i aftitalita.

## Formació i jaciments
Es troba en incrustacions fumaròliques a prop de la superfície. Sol trobar-se associada a altres minerals com: òpal, hematites, guix, criptohalita, chessexita, bassanita, anhidrita, ralstonita, tamarugita i el mineral encara sense anomenar Unnamed (Na-Fe Sulphate). Va ser descoberta a Eldfell, a l'illa de Heimaey, a l'arxipèlag Vestmannaeyjar (Islàndia). També ha estat descrita al volcà Santiaguito, a El Palmar (Departament de Quetzaltenango, Guatemala).